# T La Rock
T La Rock (* 16. September 1961 in der Bronx, New York bürgerlich Terrence Ronnie Keaton) ist ein US-amerikanischer Old-School-Rapper.

## Karriere
Zu rappen begann er bereits Ende der 1970er Jahre. Bekannt wurde er durch die Single It’s Yours, die 1984 bei Def Jam erschien. Diese Auskopplung war originell, da sie als die erste Bass-Musik-Produktion gilt. Sie ist sozusagen der Beginn der Miami-Bass-Musik, wie sie idealtypisch durch Interpreten wie dem Tag Team oder der 2 Live Crew verkörpert wird.
Zusammen mit seinem jüngeren Bruder Special K und DJ Louie Lou brachte er dann 1985 die EP He’s Incredible heraus. Danach gab es mit Kurtis Mantronik, DJ und Produzent der Hip-Hop-Gruppe Mantronix, gemeinsame Werke. Das wohl bekannteste Stück von ihm ist Breaking Bells. In diesem Track gibt er Antwort auf den Song von LL Cool J Rock the Bells. 1987 erschien das Album Lyrical King: From the Boogie Down Bronx, das in der Underground-Hip-Hop-Szene hoch geschätzt wurde und in den R&B/Hip-Hop-Charts Platz 64 erreichte. Kennzeichnend für seinen Rap-Stil war sein klare Aussprache, sein Reim-Flow und seine Texte.
Er blieb kommerziell erfolglos. Sein letztes Album On a Warpath erschien 1989 auf Sleeping Bag Records, allerdings nur in Großbritannien. Danach wurde es ruhig um ihn.

## Verbrechen
Anfang der 1990er Jahre wurde er Opfer einer Gewalttat. Sein jüngerer Bruder Special K fand ihn in der Nähe seiner Wohnung in einer Blutlache liegend. Erst später fand man den ungefähren Tathergang heraus, denn T-La-Rock konnte sich an nichts mehr erinnern, nicht an seine Freunde und auch nicht mehr daran, dass er Rapper ist. T-La-Rock wollte einen Streit schlichten, wurde dann aber selbst Opfer. Man schlug ihm mehrmals mit einem Gegenstand auf den Kopf, bis dieser anschwoll und er sich nicht mehr bewegen konnte. Die Ärzte schätzten seine Überlebenschance zwischen zwanzig und dreißig Prozent. Seine motorischen und geistigen Fähigkeiten waren bis 1996 so stark beeinträchtigt, dass er nicht unbeaufsichtigt auf die Straße gelassen wurde. Er kam in ein Pflegeheim und war für einige Zeit auf einen Rollstuhl angewiesen.
T-La-Rock ist wieder genesen und als Filmproduzent bis wenigstens 2006 tätig gewesen. Er plante 2006, einen Film über sein Leben zu drehen.

## Diskografie
- 1987: Lyrical King (From the Boogie Down Bronx)
- 1989: On a Warpath